# Соколовский, Юрий Николаевич
Ю́рий Никола́евич Соколо́вский (латыш. Juris Sokolovskis; 13 июня 1976, Рига, ЛатССР, СССР) — латвийский политик, депутат Сейма Латвии с 1998 по 2010 год, сопредседатель правления ЗаПЧЕЛ в 2007—2011 гг., юрист.

## Биография
1996 — один из учредителей партии «Равноправие». Вступает в Латвийский комитет по правам человека.
1998— избран в Сейм Латвии, был самым молодым депутатом в истории Сейма.
1999 — окончил юридический факультет Балтийского русского института.
2001 — получил степень магистра права.
2002 — переизбран в Сейм.
2003 — в марте-июне председатель фракции ЗаПЧЕЛ. С августа заместитель председателя восстановленной фракции. Регулярно пишет репортажи из Сейма в газету «Ракурс».
2004 — в мае-июне исполнял обязанности депутата Европарламента. На выборах Европейского Парламента получил второй результат из кандидатов ЗаПЧЕЛ. Начал преподавать в Балтийском русском институте.
2005 — при основании молодежной организации ЗаПЧЕЛ избран сопредседателем, включается в команду «Пчелы» по «Что? Где? Когда?».
2006 — избран в 9-й Сейм.
2007 — на IV съезде ЗаПЧЕЛ избран сопредседателем правления (занимал пост до 2011 г.).
2010—2011 Ведущий программы «Политика» на ТВ5.
C 2011 — руководитель частной юридической практики в Риге.

## Хобби
Поклонник экстремального водного туризма. С 5 лет играет в шахматы, участвовал в международных турнирах. Любимое увлечение — психоаналитика.